# АІ-2500
АІ-2500 — двигун який входить до складу ГТЕ АІ-2500 використовується як джерело електроживлення промислових і побутових споживачів, покриття пікових навантажень і резервування. 

## Характеристики
| Потужність номінальна, кВА                           | 2500              |
| Рід струму                                           | змінний трифазний |
| Напруга, В                                           | 6300/10500        |
| Частота струму, Гц                                   | 50/60             |
| Коефіцієнт потужності                                | 0.8               |
| Ефективний ККД двигуна                               | 0,24              |
| Призначений ресурс, годин                            | 100 000           |
| Установка працює на газоподібному або рідкому паливі |                   |